# Star Trek: Discovery temporada 1
La primera temporada de la sèrie de televisió estatunidenca Star Trek: Discovery està ambientada una dècada abans de Star Trek: La sèrie original al segle XXIII i segueix la tripulació de la nau estel·lar Discovery durant la guerra entre la Federació i els Klíngons. La temporada va ser produïda per CBS Television Studios en associació amb Secret Hideout, Roddenberry Entertainment i Living Dead Guy Productions, amb Gretchen J. Berg i Aaron Harberts com a productors creadors, i Akiva Goldsman proporcionant suport a la producció.
Sonequa Martin-Green interpreta Michael Burnham, primer oficial de l'USS Shenzhou i més tard de la Discovery, juntament amb Doug Jones, Shazad Latif, Anthony Rapp, Mary Wiseman i Jason Isaacs. La sèrie es va anunciar el novembre de 2015, i Bryan Fuller s'hi va unir com a productor creador el febrer següent. Va contractar Berg i Harberts per donar-li suport, i van assumir el càrrec de productors creadors quan Fuller va deixar la sèrie l'octubre de 2016 després de desacords creatius amb la CBS. La trama de guerra de la temporada pretenia representar la divisió entre les diferents faccions polítiques dels Estats Units moderns, amb un esforç dedicat a redissenyar l'espècie klíngon i desenvolupar la seva cultura i biologia.  El rodatge va tenir lloc a Toronto, Canadà, de gener a octubre de 2017, amb rodatges addicionals a Jordània per a l'estrena de la sèrie. L'equip, inclòs l'equip d'efectes visuals, dirigit per Pixomondo, i el compositor Jeff Russo, pretenien que els valors de producció de la sèrie coincidissin amb els d'una pel·lícula. La temporada compta amb diverses estrelles convidades que interpreten papers de personatges de "La sèrie original".
El primer episodi es va emetre a CBS i es va publicar al servei de streaming CBS All Access el 24 de setembre de 2017. La resta de la temporada de 15 episodis es va publicar setmanalment a All Access en dos capítols: el primer va acabar el 12 de novembre i el segon es va publicar del 7 de gener a l'11 de febrer de 2018. La temporada va comportar subscripcions rècord a All Access i crítiques generalment positives dels crítics que van destacar l'actuació de Martin-Green, els valors de producció i les noves incorporacions al cànon de "Star Trek". Alguns van criticar el guió. La temporada va ser nominada a dos Premis Primetime Creative Arts Emmy i va rebre diversos altres premis i nominacions. Es va encarregar una segona temporada a l'octubre de 2017.

## Episodis
| Capítol 1 |    |                                                    |                      | |                        |
| 1 | 1  | «The Vulcan Hello»                                 | David Semel          | Història de : Bryan Fuller & Alex Kurtzman Guió de : Akiva Goldsman & Bryan Fuller                                        | 24 de setembre de 2017 |
| Investigant un satèl·lit danyat prop d'un sistema d'estrelles binàries a la vora de l'espai de la Federació, la tripulació de la nau estel·lar USS Shenzhou de la Flota Estel·lar descobreix un objecte ocult als seus sensors. Quan el primer oficial Michael Burnham es presenta voluntari per investigar l'objecte, troba una nau antiga i tallada. És atacada per un klíngon i, quan intenta escapar, el mata accidentalment. Un grup de klíngons lamenten la mort del seu soldat, anomenat el "Portador de la Torxa", abans que un klíngon marginat anomenat Voq es presenti voluntari per ocupar el seu lloc. Els klíngons, liderats per T'Kuvma, revelen que es troben en una nau camuflable. T'Kuvma predica als seus seguidors sobre els intents de la Federació d'usurpar la individualitat dels klíngons i la seva cultura, i planeja complir una antiga profecia unint les 24 grans cases klíngon tal com va fer una vegada el llegendari Kahless. Voq activa un far que convoca tots els líders klíngons. Burnham, desesperada per evitar una guerra, desafia els desitjos de la capitana Philippa Georgiou i intenta disparar primer contra els klíngons, creient que una demostració de força es guanyarà el seu respecte. És arrestada per amotinament. |    |                                                    |                      | |                        |
| 2 | 2  | «Battle at the Binary Stars»                       | Adam Kane            | Història de : Bryan Fuller Guió de : Gretchen J. Berg & Aaron Harberts                                                    | 24 de setembre de 2017 |
| T'Kuvma convenç la majoria dels líders klíngon que els pot guiar a la victòria sobre la Federació, mentre arriben reforços de la Flota Estel·lar per al Shenzhou. Georgiou s'ofereix a resoldre la situació pacíficament, però els klíngons obren foc immediatament i el Shenzhou queda greument danyat. L'almirall Anderson de la Flota Estel·lar arriba i torna a oferir la pau als klíngons, però la seva nau és xocada per una altra nau klíngon camuflada. Anderson fa que la seva nau s'autodestrueixi, destruint la nau klíngon. La Flota Estel·lar es retira, deixant que els klíngons recullin els seus morts. Entre les restes del "Shenzhou", Burnham escapa de la seva cel·la després d'animar-la el seu guardià Sarek a través d'una connexió telepàtica. Ella convenç Georgiou perquè intenti fer presoner T'Kuvma, i creen una distracció enviant un explosiu a la seva nau amb un cadàver klíngon. En abordar la nau, Burnham domina Voq. Georgiou intenta capturar T'Kuvma, però és assassinada. T'Kuvma és disparat mortalment per Burnham, que és transportat a un lloc segur. Voq promet que el llegat de T'Kuvma perdurarà. Burnham és condemnada a cadena perpètua pel seu motí.                                                                  |    |                                                    |                      | |                        |
| 3 | 3  | «Context Is for Kings»                             | Akiva Goldsman       | Història de : Bryan Fuller & Gretchen J. Berg & Aaron Harberts Guió de : Gretchen J. Berg & Aaron Harberts & Craig Sweeny | 1 d'octubre de 2017    |
| Sis mesos després de la seva condemna, Burnham és traslladada inesperadament a la presó quan una emergència obliga la seva llançadora a ser rescatada per l'USS Discovery. Després de passar diversos dies a la nau estel·lar, Burnham rep l'ordre del seu capità, el misteriós Gabriel Lorca, d'ajudar en una missió científica. Burnham sent el tinent Paul Stamets, un astromicòleg que dirigeix la missió, parlar d'un proper experiment amb un col·lega que serveix en una altra nau estel·lar; Lorca aviat és informat d'un incident a la nau germana del Discovery, l'USS Glenn, que ha matat tota la tripulació. Stamets lidera un grup d'abordatge per investigar i troba la tripulació morta horriblement retorçada i malformada, així com un grup de klíngons morts per una criatura desconeguda. Lorca més tard demana a Burnham que treballi per a ell, malgrat la seva sentència, explicant que ell va organitzar les circumstàncies que la van portar fins a ell perquè pogués ajudar a desenvolupar un nou sistema de propulsió basat en espores a la Discovery. Ell creu que aquest "motor d'espores" podria guanyar la guerra que Burnham va iniciar matant T'Kuvma. També aconsegueix que la criatura sigui transportada en secret a la Discovery.   |    |                                                    |                      | |                        |
| 4 | 4  | «The Butcher's Knife Cares Not for the Lamb's Cry» | Olatunde Osunsanmi   | Jesse Alexander & Aron Eli Coleite                                                                                        | 8 d'octubre de 2017    |
| Lorca assigna a Burnham l'estudi de la criatura del Glenn, que és un tardígrad gegant, per trobar una manera d'utilitzar la seva biologia com a arma. La Flota Estel·lar ordena al Discovery anar a la colònia minera de diliti Corvan II, que està sota atac klíngon. Stamets és reticent a fer un salt tan llarg utilitzant les espores, i quan s'activa el motor, la nau gairebé xoca amb una estrella. Lorca envia el comandant Landry per mantenir la investigació de Burnham en marxa, i Landry intenta sedar el tardígrad (que ella anomena Ripper) per tallar-li l'urpa; això la mata. Burnham creu que Ripper estava actuant en defensa pròpia i se sent atreta per les espores. Stamets i Burnham el transporten a Enginyeria, on es connecta al motor d'espores i interactua amb el sistema de navegació. La nau fa el salt amb èxit a Corvan II i salva la colònia. A la nau encallada de T'Kuvma, el líder klíngon Kol es guanya la lleialtat dels seguidors desesperats de T'Kuvma i deixa Voq morir entre les restes del "Shenzhou". L'Rell, una klíngon que és secretament lleial a Voq, promet una manera perquè guanyin la guerra per la casa de T'Kuvma                                                                                              |    |                                                    |                      | |                        |
| 5 | 5  | «Choose Your Pain»                                 | Lee Rose             | Història de : Gretchen J. Berg & Aaron Harberts & Kemp Powers Guió de : Kemp Powers                                       | 15 d'octubre de 2017   |
| Després d'un mes d'operacions reeixides, Lorca rep l'ordre de protegir el motor d'espores fins que es pugui replicar per a altres naus de la Flota Estel·lar. Quan torna al Discovery, Lorca és fet captiu per un grup de klíngons liderats per L'Rell. Burnham està preocupada pel preu que el motor ha tingut per a Ripper. Juntament amb el company de Stamets, l'oficial mèdic Hugh Culber, Burnham convenç a Stamets de trobar una alternativa per dirigir el vehicle. Lorca és empresonat amb l'oficial de la Flota Estel·lar capturat Ash Tyler i el delinqüent humà Harry Mudd, i en les discussions Lorca revela que va matar tota la seva tripulació durant una batalla anterior per estalviar-los la tortura dels klíngons, però va escapar ell mateix. Lorca és torturat per L'Rell, que vol aprendre el secret darrere de la nova forma de viatge de "Discovery", però Lorca i Tyler escapen abans que els klíngons puguin aprendre res al respecte. Per al salt final necessari per escapar dels klíngons, amb Lorca i Tyler a bord, Stamets es connecta ell mateix al vehicle d'espores, després d'infondre's l'ADN de Ripper. Més tard, Burnham allibera Ripper mentre el reflex de Stamets en un mirall no desapareix quan ell ho fa.                  |    |                                                    |                      | |                        |
| 6 | 6  | «Lethe»                                            | Douglas Aarniokoski  | Joe Menosky & Ted Sullivan                                                                                                | 22 d'octubre de 2017   |
| De camí a negociar un acord de pau amb les cases klíngon renegades, Sarek resulta ferit quan un "extremista lògic" intenta assassinar-lo. Burnham ho detecta a través del seu vincle telepàtic amb Sarek i Lorca accepta rescatar-lo. L'almirall Katrina Cornwell qüestiona aquesta decisió i altres que Lorca ha estat prenent. Burnham busca Sarek en una llançadora amb Tyler i la seva companya d'habitació, la cadet Sylvia Tilly. Burnham intenta connectar amb la ment de Sarek i el troba recordant el moment en què la seva sol·licitud per al Grup Expedicionari Vulcà va ser rebutjada. S'assabenta que el GEV només admetria un dels fills de Sarek, i ell va triar Spock, el seu fill mig humà. Spock finalment va triar unir-se a la Flota Estel·lar, fent que la decisió de Sarek fos inútil. Burnham l'ajuda a recuperar la consciència i activa una balisa localitzadora. Lorca i Cornwell passen una nit junts, però ella està preocupada pel seu comportament paranoic i planeja treure'l del comandament de "Discovery". Com que Sarek no pot reunir-se amb els klíngons, Cornwell pren el seu lloc; tanmateix, les converses de pau són en realitat una trampa i ella és feta presonera.                                                           |    |                                                    |                      | |                        |
| 7 | 7  | «Magic to Make the Sanest Man Go Mad»              | David M. Barrett     | Aron Eli Coleite & Jesse Alexander                                                                                        | 29 d'octubre de 2017   |
| Mentre assisteixen a una festa de la tripulació, Burnham i Tyler són cridats al pont per ocupar-se d'una criatura espacial en perill d'extinció, un gormagander, que la Discovery ha trobat. Quan la criatura és portada a bord, es revela que porta una persona: Harry Mudd. Planeja matar Lorca i vendre la nau als klíngons, però quan els oficials l'enxampen decideix fer explotar la nau. El temps torna a la festa anterior, amb Burnham i Tyler cridats al pont de nou. Són interceptats per Stamets, que és conscient que es troben en un bucle temporal a causa de les seves interaccions amb l'ADN de Ripper. Durant nombrosos bucles temporals, Stamets treballa amb Burnham i Tyler per trobar una solució al problema mentre Mudd avança més en el seu pla cada vegada. Finalment convencen a Mudd que ha guanyat, i ell acaba el bucle temporal. Preparant-se per rebre un grup d'abordatge de klíngons, Mudd s'enfronta a la seva "estimada" Stella i al seu pare, a qui havia robat el seu dot. S'emporten Mudd. Stamets revela a Burnham i Tyler que en un dels bucles temporals havien ballat junts i s'havien besat. |    |                                                    |                      | |                        |
| 8 | 8  | «Si Vis Pacem, Para Bellum»                        | John S. Scott        | Kirsten Beyer | 5 de novembre de 2017  |
| En ajuda d'una altra nau de la Federació, la Discovery no pot evitar la destrucció de la nau per una nau klíngon que utilitza tecnologia de camuflatge. Desesperats per trobar una manera de detectar aquestes naus fins i tot quan estan camuflades, Burnham, Tyler i Saru són enviats a Pahvo, un planeta aparentment deshabitat amb un transmissor cristal·lí natural que emet la freqüència vibracional del planeta a l'espai. Esperen utilitzar el transmissor per crear un sonar per a les naus klingon ocultes. Mentrestant, L'Rell intenta ajudar Cornwell a escapar a canvi de protecció contra Kol, però són atrapats i L'Rell aparentment mata Cornwell per intentar salvar la cara amb Kol. L'Rell és condemnada a mort per les seves accions. Els oficials de la "Discovery" descobreixen que Pahvo està habitat per vida indígena que introdueix Saru a la seva comprensió superior de la pau, i intenta obligar Burnham i Tyler a quedar-se amb ell al planeta per sempre. Burnham aconsegueix lluitar contra Saru i emetre el nou senyal. Tanmateix, les formes de vida de Pahvo ajusten el senyal per contactar també amb els klíngons, amb l'esperança d'acabar la guerra, i Kol rep el senyal.                                                       |    |                                                    |                      | |                        |
| 9 | 9  | «Into the Forest I Go»                             | Chris Byrne          | Bo Yeon Kim & Erika Lippoldt                                                                                              | 12 de novembre de 2017 |
| Lorca rep l'ordre de fugir abans que arribin els klíngons, però desobeeix per protegir les formes de vida a Pahvo i millorar les possibilitats de la Federació de detectar les naus camuflades. Quan arriben els klíngons, Tyler i Burnham es transporten a la nau klíngon i col·loquen sensors que ajudaran a crear un algoritme per detectar naus camuflades. Troben una Cornwell viva amagada amb L'Rell, però trobar-se amb aquesta última fa que Tyler entri en xoc a causa dels records que té d'ella torturant-lo i violant-lo. Lorca fa que Stamets faci 133 microsalts amb el motor d'espores per tal de proporcionar una lectura tridimensional dels sensors ràpidament, mentre que Burnham distreu Kol desafiant-lo a una baralla. Els salts es completen, tot i que no sense trauma per a Stamets. Quan es calcula l'algoritme, Burnham, Tyler, Cornwell i L'Rell —que desitja desertar— són transportats de tornada a la "Discovery" i la nau klíngon és destruïda. Stamets s'ofereix voluntari per fer un altre salt a un lloc segur, però li diu a Lorca que serà l'últim. Tanmateix, Lorca canvia en secret les coordenades i salten a una destinació desconeguda envoltats de restes de naus estel·lars.                                               |    |                                                    |                      | |                        |
| Capítol 2 |    |                                                    |                      | |                        |
| 10 | 10 | «Despite Yourself»                                 | Jonathan Frakes      | Sean Cochran | 7 de gener de 2018     |
| La tripulació de la Discovery determina que han arribat a un univers mirall paral·lel, amb Stamets ara inconscient i incapaç d'alimentar el motor d'espores. Tyler s'enfronta a L'Rell, i ella intenta utilitzar una senyal verbal per activar alguna cosa dins d'ell, tot i que ell s'hi oposa. Troben un nucli de dades a les restes d'una nau klíngon i descobreixen que aquest univers està governat per l'Imperi Terrà humà, que lluita contra una resistència que inclou espècies com els klíngons i els vulcanians. Aquí, Burnham és l'excapità de l'ISS Shenzhou, presumptament morta després d'un atac del fugitiu Lorca. L'ISS Discovery està capitanejada per la contrapart de Sylvia Tilly, així que Tilly i la tripulació fan veure que són els seus jo Mirall. Lliuren Burnham i Lorca a la Shenzhou, amb l'engany que Burnham havia estat caçant en secret Lorca des de la seva presumpta mort i ara l'ha capturat. Culber informa a Tyler que sembla que ha estat sotmès a modificacions quirúrgiques importants, cosa que desencadena alguna cosa en Tyler i mata a Culber. Tyler s'uneix als altres a la Shenzhou, on Lorca és torturat mentre Burnham assumeix el comandament.                                                                       |    |                                                    |                      | |                        |
| 11 | 11 | «The Wolf Inside»                                  | T. J. Scott          | Lisa Randolph | 14 de gener de 2018    |
| L'ISS Shenzhou rep les coordenades dels líders de la resistència i se li ordena que els mati a tots. Burnham i Tyler viatgen com a grup de desembarcament i, en canvi, es rendeixen a la resistència amb l'esperança d'aprendre com els klíngons d'aquest univers han après a treballar amb altres espècies; descobreixen que la versió Mirall de Voq és la líder de la resistència. Burnham ofereix donar temps al grup per escapar abans que la seva base sigui destruïda, i Mirall Sarek confirma que es pot confiar en ella després de connectar-se a la seva ment. Escoltar Voq activa la programació de Tyler i ha de ser retingut. De tornada a la nau, revela a Burnham que ara sap que una vegada va ser Voq i que es va sotmetre a una cirurgia per semblar humà i infiltrar-se a la Flota Estel·lar. Ella el teletransporta a l'espai, on és recollida per l'USS Discovery. Saru i Tilly l'empresonen, després d'haver trobat anteriorment el cos de Culber. També intenten sense èxit curar Stamets, que no ha estat el mateix des del seu últim salt d'espores i la mort de Culber. Burnham és amonestada per no matar els líders de la resistència per l'Emperador, la versió Mirall de Georgiou.                                                         |    |                                                    |                      | |                        |
| 12 | 12 | «Vaulting Ambition»                                | Hanelle M. Culpepper | Jordon Nardino | 21 de gener de 2018    |
| Burnham i Lorca són convocats a l'ISS Charon, la nau insígnia imperial. Georgiou envia Lorca a una cabina d'agonia tortuosa i sopa amb Burnham. Stamets es troba dins de la xarxa micelial amb la consciència de la seva contrapart del Mirall, i s'assabenta que la xarxa ha estat corrompuda pels experiments dels Stamets del Mirall. Stamets es troba amb una representació de Culber i accepta la seva pèrdua, abans de despertar-se del seu trànsit. Descobreix que la seva col·lecció d'espores ha estat infectada. Georgiou lamenta haver permès que Lorca es convertís en una figura paterna per a Burnham, només perquè la parella s'enamori i planegi enderrocar-la. Ella planeja executar Burnham, que revela la veritat sobre ser d'un altre univers. Explicant com havien creuat, Georgiou intercanvia els esquemes del motor d'espores per informació sobre maneres alternatives de creuar entre universos, cosa que porta a Burnham a adonar-se que el Lorca que coneix és en realitat originari de l'Univers Mirall i ha estat manipulant els esdeveniments per tornar a l'Univers Mirall mentre s'acosta a ella. Lorca escapa de la cabina d'agonia.                                                                                                  |    |                                                    |                      | |                        |
| 13 | 13 | «What's Past Is Prologue»                          | Olatunde Osunsanmi   | Ted Sullivan | 28 de gener de 2018    |
| Lorca allibera la seva antiga tripulació, que ha estat torturada des de la seva desaparició, i amb l'ajuda de Mirall Stamets aconsegueixen matar els lleials a Georgiou i usurpar el seu tron. Ella s'amaga, mentre que Burnham també evadeix la captura i contacta amb la Discovery. Acorden un pla en què Burnham redueix el camp de contenció al voltant d'una gran font d'energia a l'ISS Charon que es va originar a partir de la xarxa micelial. La «Discovery» arribarà llavors per destruir la font d'energia, provocant una explosió que podran utilitzar per connectar amb la xarxa micelial a través de la qual els Stamets podrien conduir-los de tornada al seu propi univers. Georgiou accepta ajudar Burnham i ataquen el grup de Lorca. Rebutjat i derrotat per Burnham, Lorca és assassinat per Georgiou, que s'ofereix a sacrificar-se per permetre que Burnham s'escapi. Aquesta última, en canvi, decideix endur-se Georgiou amb ella mentre són teletransportats a la «Discovery» i el «Charon» és destruït. De tornada al seu univers original, la tripulació de la «Discovery» s'assabenta que han arribat nou mesos després de marxar i, mentrestant, els klíngons gairebé han guanyat la guerra.                                               |    |                                                    |                      | |                        |
| 14 | 14 | «The War Without, The War Within»                  | David Solomon        | Lisa Randolph | 4 de febrer de 2018    |
| Cornwell i Sarek aborden la Discovery, que expliquen que les cases klíngon continuen dividides i lluiten entre elles per veure quina pot destruir més actius de la Federació. L'únic refugi segur per a la Flota Estel·lar més enllà de la Terra és ara la Base Estel·lar 1, i s'hi desplacen amb Cornwell assumint el comandament. Després d'una cirurgia d'emergència realitzada per L'Rell, Tyler ara ha recuperat la seva personalitat, però encara pot accedir als records de Voq; Burnham no pot perdonar les seves accions com a Voq i el rebutja. La tripulació troba la Base Estel·lar 1 conquerida per una casa klíngon, i la resta del comandament de la Flota Estel·lar es retira per protegir la Terra. Georgiou li diu a Burnham que va derrotar els klíngons a l'Univers Mirall amb un atac sorpresa al seu món natal de Qo'noS, i Cornwell accepta replicar-ho ara. Per saltar al territori klíngon, Stamets terraforma una lluna desolada per cultivar un nou cultiu d'espores perquè puguin utilitzar l'impulsor d'espores. Georgiou explica a Sarek i Cornwell una altra informació essencial que té, i la fan passar per la capitana Georgiou original d'aquest univers per liderar la missió.                                                      |    |                                                    |                      | |                        |
| 15 | 15 | «Will You Take My Hand?»                           | Akiva Goldsman       | Història de : Akiva Goldsman & Gretchen J. Berg & Aaron Harberts Guió de : Gretchen J. Berg & Aaron Harberts              | 11 de febrer de 2018   |
| Tyler suggereix que un dron entri al sistema volcànic subterrani i inactiu de Qo'noS per buscar objectius de manera encoberta pel planeta. La Discovery salta a una cova prop de l'entrada del sistema, i un grup format per Georgiou, Burnham, Tilly i Tyler es fan passar per comerciants que visiten un lloc avançat d'Orió al planeta. Tilly descobreix que el sistema volcànic que tenen com a objectiu és actiu i que el "dron" que té Georgiou és una hidrobomba. Burnham s'enfronta a Cornwell, que admet que detonar la bomba al volcà actiu aniquilarà tota la vida a Qo'noS i guanyarà la guerra per a la Federació. Burnham insisteix que la Flota Estel·lar no cometi genocidi i convenç Georgiou perquè lliuri el detonador a canvi de la seva llibertat. Li donen el detonador a L'Rell, que utilitza l'amenaça de destrucció massiva per unir les cases klíngon sota el seu lideratge i posar fi a la guerra. La tripulació de la "Discovery" és aclamada com a herois, i Burnham rep un indult complet i és restaurada al rang de comandant. Tyler decideix quedar-se amb L'Rell. Mentre la "Discovery" es desplaça a Vulcà per recollir el seu nou capità, la tripulació rep una trucada de socors del capità Pike de l'USS "Enterprise".             |    |                                                    |                      | |                        |

1. ↑  El primer episodi va tenir una estrena especial a la CBS juntament amb la seva estrena a CBS All Access.[2][3]

El març de 2018, es va publicar una "escena secreta" que representava un final alternatiu al final de la temporada, en què un agent de la Secció 31 s'acosta a Mirall Georgiou. Aquesta història s'explora més a fons a la segona temporada.

## Repartiment i personatges

### Principal
- Sonequa Martin-Green - Michael Burnham[5]
- Doug Jones - Saru[6]
- Shazad Latif - Voq / Ash Tyler[7]
- Anthony Rapp - Paul Stamets[8]
- Mary Wiseman -Sylvia Tilly[9]
- Jason Isaacs - Gabriel Lorca[10]

### Recurrent
- Michelle Yeoh - Philippa Georgiou[11]
- Mary Chieffo - L'Rell[12]
- James Frain - Sarek[13]
- Kenneth Mitchell - Kol[14]
- Jayne Brook - Katrina Cornwell[15]
- Wilson Cruz - Hugh Culber[16]

### Notables convidats
- Mia Kirshner - Amanda Grayson[17]
- Rainn Wilson - Harry Mudd[18]
- Katherine Barrell as Stella Mudd[19]
- Clint Howard - Narcotraficant orió[20]

## Producció

### Desenvolupament

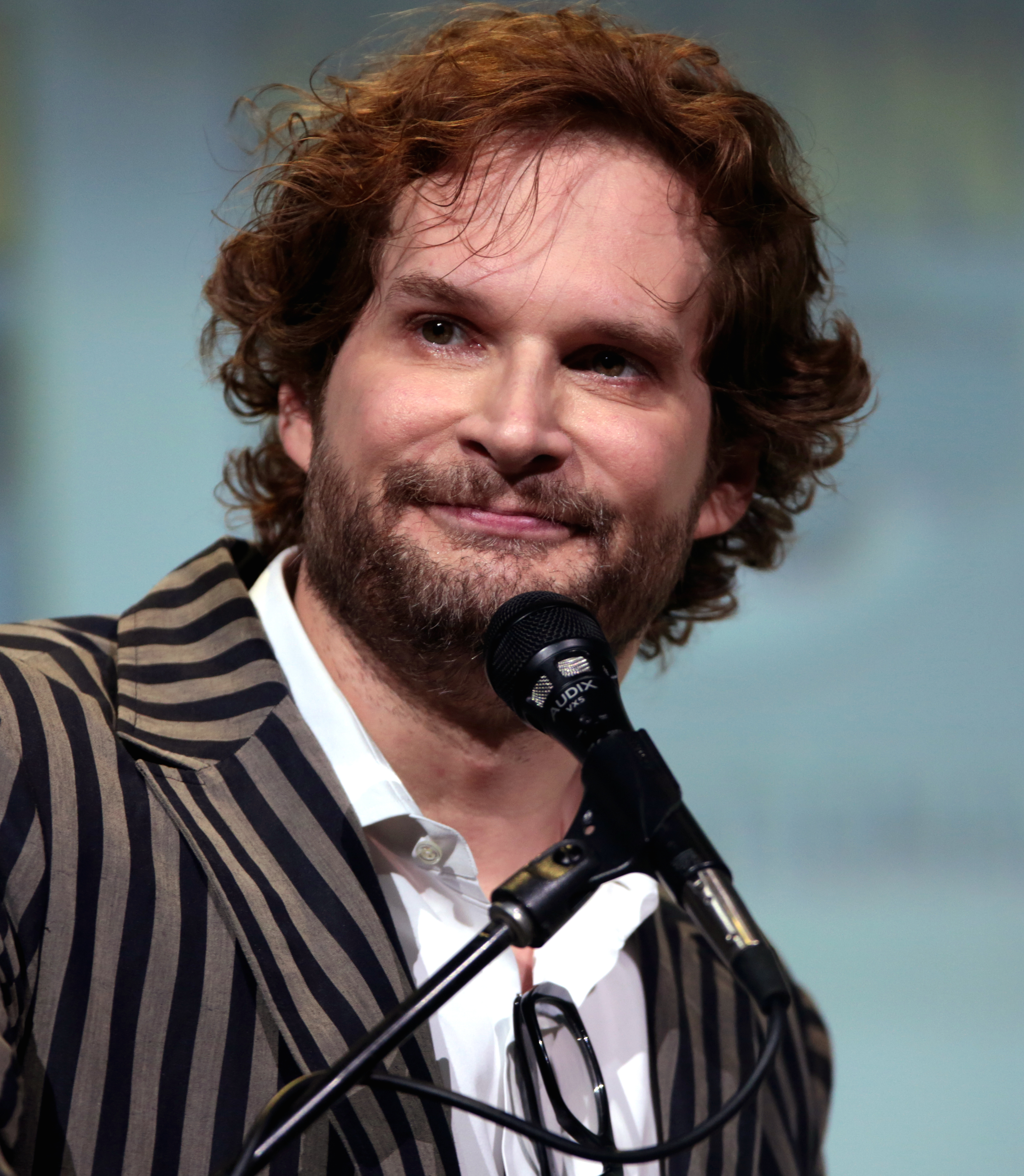
El cocreador Bryan Fuller va fer la feina inicial com a productor creador a Discovery, establint la història i la mitologia, abans de deixar la sèrie a causa d'una relació difícil amb CBS

El 2 de novembre de 2015, CBS va anunciar que una nova sèrie de televisió Star Trek s'estrenaria el gener de 2017, "immediatament després" del 50è aniversari de Star Trek: La sèrie original el 2016. La sèrie es desenvoluparia específicament per al servei de streaming CBS All Access. Bryan Fuller va ser contractat per ser productor creador i productor executiu el febrer de 2016, així com cocreador amb Alex Kurtzman. Fuller va començar la seva carrera escrivint per a la sèrie Star Trek: Deep Space Nine i Star Trek: Voyager, i havia demanat públicament que Star Trek tornés a la televisió durant anys després del final de la sèrie anterior, Star Trek: Enterprise, el 2005. Quan Fuller es va reunir per primera vegada amb CBS sobre la sèrie, l'empresa no tenia un pla sobre com seria la sèrie. Va proposar una sèrie antològica on cada temporada seria una sèrie independent i serialitzada ambientada en una època diferent, començant amb una preqüela de la sèrie original. La CBS va dir a Fuller que comencés amb una sola sèrie serialitzada i veiés com funcionava primer, i així va començar a desenvolupar més el concepte de preqüela. Al juny, Fuller va anunciar que la primera temporada constaria de 13 episodis, i un mes després, al panell del 50è aniversari de de Star Trek a la San Diego Comic-Con , va revelar que el títol de la sèrie seria Star Trek: Discovery. També va dir que s'ambientaria a la "Línia temporal primera" juntament amb la sèrie anterior de Star Trek, en lloc de a la "línia temporal Kelvin" alternativa en què s'ambientava la sèrie de pel·lícules concurrent de Star Trek.
A finals de juliol, la CBS va contractar a David Semel, un veterà director de procediments de televisió que tenia un acord general amb l'estudi, per dirigir el primer episodi de Discovery. Fuller no va aprovar aquesta decisió, creient que Semel "no era el adequat per a la feina" i volia un director més visionari per establir l'estil de la sèrie. Fuller havia contactat personalment amb Edgar Wright per dirigir el primer episodi abans que la CBS contractés Semel. A mesura que continuava el desenvolupament i la preproducció de la sèrie, Fuller i Semel "es van enfrontar" sobre la direcció de la sèrie. La sèrie també començava a superar el seu pressupost per episodi. Fuller intentava dissenyar nous decorats, vestuari i extraterrestres per a la sèrie mentre dirigia la sala de guionistes de la sèrie i també dedicava un temps considerable a abordar els seus compromisos com a productor creador d'una altra nova sèrie, American Gods. Això va causar frustració entre els executius de la CBS que pressionaven per un debut al gener de 2017. A l'agost de 2016, Fuller havia contractat Gretchen J. Berg i Aaron Harberts, amb qui havia treballat a la seva sèrie anterior Pushing Daisies, per ser co-productors amb ell a Discovery. Un mes després, Fuller i Kurtzman van demanar a la CBS que retardés l'estrena de la sèrie per tal que poguessin complir de manera realista les altes expectatives de la sèrie, i l'estudi va anunciar que l'estrena de la sèrie s'havia ajornat fins al maig de 2017. La parella va dir en un comunicat que "aquests mesos addicionals ens ajudaran a aconseguir una visió de la qual tots podem estar orgullosos".
Unes setmanes després que s'anunciés el retard, Fuller es va reunir amb Sonequa Martin-Green sobre la  protagonista de la sèrie, un personatge que havia estat sorprenentment difícil de contractar per a la producció. Fuller sentia que havia "trobat la peça crucial del trencaclosques", però l'actriu no seria alliberada del seu contracte amb AMC fins que es va revelar públicament la mort del seu personatge a The Walking Dead. Aquest episodi no s'havia d'emetre fins a l'abril de 2017, cosa que significava que Discovery s'hauria d'ajornar de nou si Martin-Green era escollida per a la sèrie. A finals d'octubre, la CBS va demanar a Fuller que dimitís com a productor creador. Van anunciar que la producció s'estava reestructurant per mantenir Fuller activament involucrat en la sèrie, però no a nivell de producció diària, ja que va canviar completament el seu enfocament a "American Gods": Berg i Harberts van ser nomenats únics productors creadors de "Discovery", treballant a partir d'un ampli arc argumental i una mitologia general establerta per Fuller; Kurtzman i Fuller continuarien com a productors executius, amb Fuller ajudant els guionistes a fer històries; i Akiva Goldsman s'uniria a la sèrie com a productor secundari —de manera similar al paper que va ocupar a Fringe al costat de Kurtzman— per ajudar els productors creadors i altres productors a "fer malabarismes amb les demandes de la sèrie". En un comunicat, la CBS va reiterar que estaven "extremadament contents amb la direcció creativa [de Fuller]" per a la sèrie i que estaven compromesos a "dur a terme aquesta visió". Tanmateix, alguns elements de la sèrie que provenien directament de Fuller es van eliminar aviat, incloent-hi alguns punts d'"història més fortament al·legòrica i complexa" i alguns dels seus plans de disseny. Fuller va confirmar més tard que ja no estava involucrat en la sèrie, cosa que va dir que era "agredolça... només els puc donar el material que els he donat i espero que els sigui útil". A finals d'any, Martin-Green havia estat escollida com a protagonista de la sèrie, i el maig de 2017, l'ordre dels episodis es va ampliar a 15. Aquell juny, la CBS va anunciar una nova data d'estrena pel 24 de setembre. La temporada es va dividir en dos capítols, amb una pausa d'emissió després del novè episodi per donar temps a la postproducció dels episodis de la segona meitat de la temporada.

### Escriptura
"Una de les forces impulsores d'aquesta guerra va ser no vilipendiar cap dels dos bàndols. La sèrie sovint es narra des dels dos punts de vista... hi ha seccions importants de la narrativa que són purament des del punt de vista klÍngon i en klÍngon. Això permet al públic participar en el debat de qui té raó i qui no."  
Fuller volia diferenciar la sèrie dels més de 700 episodis anteriors de Star Trek aprofitant el format de streaming d'All Access i explicant un únic arc argumental al llarg de tota la primera temporada. Ell i els guionistes havien planejat completament aquest arc narratiu a finals de juny de 2016. Fuller va dir que l'episodi de la sèrie original "L'equilibri del terror", un dels seus preferits, seria una "pedra de toc" per a la direcció de la història de la temporada. A l'agost, Fuller va insinuar que l'arc narratiu girava al voltant d'"un esdeveniment de la història de Star Trek del qual s'ha parlat però mai s'ha explorat", 10 anys abans dels esdeveniments de la sèrie original. Més tard es va revelar que era la guerra freda entre la Federació i els Klíngon. Goldsman va explicar que aquesta història es narraria al llarg de la primera temporada i acabaria amb la creació de la Zona Neutral, permetent que s’expliqui una nova història en possibles temporades futures. Va descriure els esdeveniments explorats per la temporada com a "prou inexactes [en històries anteriors de Star Trek] que ara podem explicar com hi hem arribat". Va reconèixer que aquest període de temps ha estat àmpliament tractat per novel·les anteriors de Star Trek, i va explicar que els guionistes de la sèrie consideraven aquestes novel·les com a no canòniques.
Els guionistes van pensar que una sèrie tradicional podria haver començat amb el protagonista de la sèrie, Michael Burnham, embarcant a l'USS Discovery i després revelant la seva història a través de salts enrere. Per a Star Trek: Discovery, volien adoptar un enfocament diferent i començar amb un pròleg que explorés les accions inicials de Burnham i la seva relació amb la capitana Philippa Georgiou. Sentint que calien almenys "dues hores" per transmetre això, els dos primers episodis de la temporada (publicats com una estrena en dues parts) cobreixen aquest pròleg, amb la història principal de la temporada començant amb el tercer episodi. El tercer episodi es considerava l'equivalent de la sèrie a un episodi pilot, i comença sis mesos després del segon. Aquest salt temporal es va inspirar en les seqüeles de pel·lícules que comencen amb esdeveniments significatius que han succeït des de la entrega anterior, com ara Terminator 2 (1991). El tercer episodi revela que la història de la temporada implica el desenvolupament d'una nova forma de viatge espacial que podria guanyar la guerra per a la Federació. Quan es va assenyalar que aquesta forma de viatge no es coneixia a la sèrie anterior de "Star Trek" (ambientada més endavant a la línia temporal), l'actor Jason Isaacs va declarar que els guionistes n'eren conscients i que tenien "molt clar, sense cap mena d'elusió, incorporar aquestes coses que són emocionants i molt visuals, per assegurar-se que no molestessin el cànon". La història de la temporada es divideix en dos "microarcs", que cobreixen els primers nou episodis i després la resta de la temporada, amb una pausa en l'emissió entre els dos. Acaba amb el final de la guerra, que es redueix a un acord entre dos personatges. Aquestes negociacions les fan completament personatges femenins, una elecció intencionada que Kurtzman va considerar justificada pel moviment Me Too. Els guionistes van considerar que això era fidel a l'esperit de Star Trek i els permetia anar més enllà de la trama de la guerra que Fuller havia establert per a la sèrie. La segona temporada es configura llavors amb l'aparició de l'USS Enterprise dels mitjans anteriors de Star Trek. Harberts va explicar que els guionistes sabien que haurien de reconèixer l'existència de l'"Enterprise" en algun moment a causa del lloc de la sèrie a la línia temporal, i després que Fuller marxés van decidir simplement "explicar aquesta història ara" amb la segona temporada.
A causa del focus de la temporada en els klíngons i la seva cultura, els productors van decidir que els membres de l'espècie parlarien la seva pròpia llengua amb subtítols durant tota la sèrie. Berg va dir que això era "molt important per a nosaltres... Tenen el seu propi orgull. Tenen els seus propis interessos i talent". Els klíngons històricament representaven la Unió Soviètica, i van ser retratats com a més amigables amb els protagonistes de "Star Trek" a mesura que acabava la veritable Guerra Freda. Per a "Discovery", els klíngons i la Flota Estel·lar pretenen representar diferents faccions dins dels Estats Units moderns, i Harberts va explicar que els guionistes volien introduir dos punts de vista diferents i explorar les seves diferències. Va dir que la temporada tracta, en última instància, de "trobar una manera d'unir-se". Berg va afegir que un dels temes principals que s'estaven explorant durant la temporada era la lliçó "universal" de "penses que coneixes 'l'altre', però en realitat no el coneixes". Els showrunners van declarar que, mentre que les sèries anteriors de "Star Trek" giraven al voltant de les relacions entre els personatges masculins principals, "Discovery" se centra més en els personatges femenins. Van descriure una "estructura d'amistat" que va des de la capitana Georgiou fins la primer oficial Burnham i la cadet Tilly. També van explicar que els dos capitans principals de la Flota Estel·lar de la sèrie, Georgiou i Lorca, són "metàfores de com actuen les persones i les institucions en temps de conflicte", Georgiou responent a la guerra com s'esperaria d'un oficial tradicional de la Flota Estel·lar, però Lorca representant una versió més "complicada d'un capità de la Flota Estel·lar que gairebé només pot existir durant un temps de guerra".

### Càsting

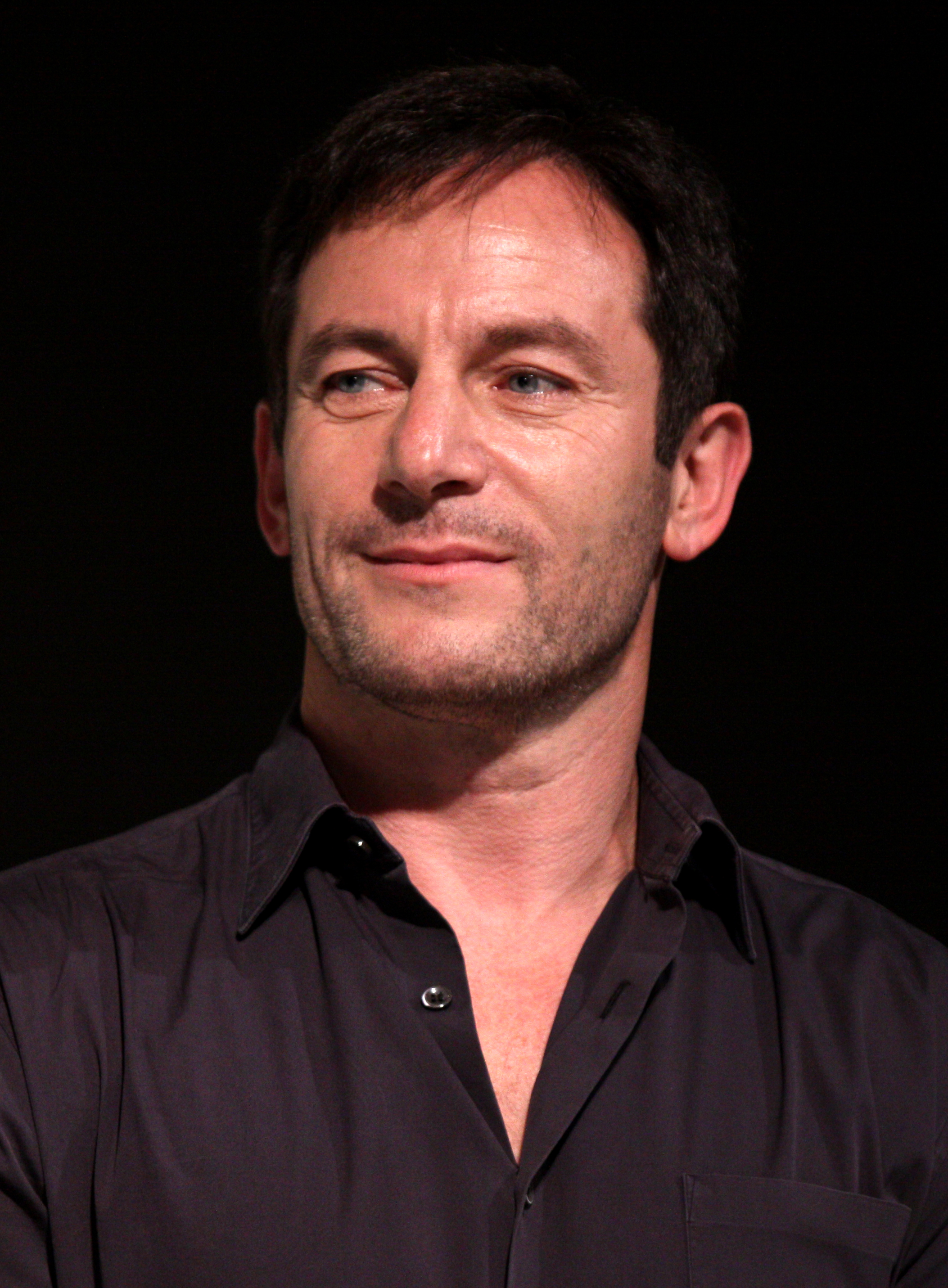
Jason Isaacs es va unir al repartiment per a aquesta temporada, interpretant el capità de la Discovery Gabriel Lorca.

A més de Martin-Green com a protagonista Michael Burnham, el repartiment principal de la temporada inclou Doug Jones com a Saru, un tinent comandant alienígena; Shazad Latif com a Ash Tyler, un ex-pres de guerra; Anthony Rapp com a Paul Stamets, un astromicòleg; Mary Wiseman com a Sylvia Tilly, una cadet; i Jason Isaacs com a Gabriel Lorca, capità de l'USS Discovery. Isaacs només va ser escollit per a una temporada. No tots els personatges de la sèrie es presenten al primer episodi com es faria en una sèrie de televisió tradicional, i els guionistes aprofiten el format serialitzat per prendre's el seu temps per presentar cada personatge al llarg de diversos episodis. Finalment es revela que Tyler és en realitat el Klingon Voq disfressat d'humà. Inicialment, es va atribuir a Voq l'actor "Javid Iqbal", que va ser inventat per a l'estratagema d'amagar el fet que Latif interpretava tant a Voq com a Tyler. El nom Javid Iqbal prové del pare de Latif.
El novembre de 2016, el guionista i productor consultor de la sèrie Nicholas Meyer va esmentar que Michelle Yeoh havia estat escollida per a Discovery, i aviat es va confirmar que interpretaria la capitana Georgiou de l'USS Shenzhou. Un mes després, Mary Chieffo va ser escollida com la klíngon L'Rell. L'abril de 2017, Kenneth Mitchell va ser escollit com a Kol, per a qui Latif havia estat originalment escollit abans de ser reescollit com a Voq. Aquell juliol, Rapp va revelar que Wilson Cruz, amb qui Rapp havia treballat anteriorment al musical Rent, interpretaria l'interès amorós de Stamets, Hugh Culber. Jayne Brook també té un paper recurrent a la temporada, com l'almirall Katrina Cornwell. A més, apareixen durant la temporada en papers "coprotagonistes"  Emily Coutts com a Keyla Detmer, Ali Momen com a Kamran Gant, Chris Violette com a Britch Weeton, Romain Waite com a Troy Januzzi, Sara Mitich com a Airiam, Oyin Oladejo com a Joann Owosekun, Ronnie Rowe Jr. com a R.A. Bryce, Conrad Coates com a Terral, i Patrick Kwok-Choon com a Rhys. Tasia Valenza i Julianne Grossman van proporcionar les veus per ordinador per al Shenzhou i el Discovery, respectivament.
Fuller va dir a l'agost de 2016 que la sèrie finalment inclouria personatges de mitjans anteriors de Star Trek, però volia establir els seus propis personatges a la primera temporada. Va expressar interès a incloure el personatge Amanda Grayson de La sèrie original, dient que "hi ha molt per explicar sobre això". Més tard es va confirmar que apareixeria a la temporada a causa que Burnham havia estat adoptada per Grayson i el seu marit Sarek a la història de Discovery. James Frain va ser escollit com a Sarek el gener de 2017. Rainn Wilson va ser escollit com a un altre personatge de la sèrie original, Harry Mudd, aquell març. Al setembre, Harberts va revelar que Mia Kirshner havia estat escollida com a Grayson. Katherine Barrell interpreta la dona de Mudd, Stella. Clint Howard, que va aparèixer en diverses a la sèrie anterior de "Star Trek", té un paper al final de temporada com a traficant de drogues orió. El paper va ser escrit específicament per a Howard, que és amic de Goldsman.

### Disseny

#### Escenografia i naus espacials
Mark Worthington i Todd Cherniawsky van ser els dissenyadors de producció inicials de la sèrie, i Tamara Deverell va prendre el relleu al voltant del sisè episodi. Va ser la primera dona dissenyadora de producció de la franquícia "Star Trek". Després que la CBS digués als guionistes que afegissin una excursió a un planeta per a un proper episodi, que es va convertir en la visita a Pahvo, Deverell va tenir 10 minuts per proposar un disseny per als nous decorats. Se li va acudir la idea d'una iurta formada per membranes, basada en una estructura matemàtica, que es va afegir a un bosc mitjançant efectes visuals. Per a la segona meitat de la temporada, Deverell va haver de redissenyar l'univers mirall, una ubicació clàssica de sèries anteriors. Deverell va dir que les representacions anteriors "només havien enganxat un logotip a la paret" per representar l'Imperi Terrà de l'Univers Mirall, però per a aquesta sèrie el seu equip va crear una versió multidimensional del logotip de l'Imperi Terrà i després va augmentar els decorats amb nous miralls per distanciar-los encara més dels decorats de l'Univers Primer. Per a la nau espacial insígnia de l'Imperi Terrà, l'ISS Charon, Deverell va utilitzar una "forma monolítica, brutalista i de formigó" per als seus dissenys.
El disseny de l'USS Discovery es basa en un disseny no utilitzat de Ralph McQuarrie per a l'USS Enterprise de la pel·lícula no produïda Star Trek: Planet of the Titans. L'USS Shenzhou va ser dissenyat per semblar més antic que el Discovery, i es va comparar més amb un submarí de La caça de l'Octubre Roig (1990) que amb les naus espacials anteriors de Star Trek. El Shenzhou és una nau estel·lar de classe Walker, una nova designació creada per a la sèrie que porta el nom del pilot de proves Joe Walker. Els decorats per als interiors de la Shenzhou i de la Discovery es van construir per a la sèrie, descrits com un "embolic de passadissos i habitacions". Com que el pont de la Shenzhou es troba a la part inferior d'aquesta nau, el decorat per a aquesta habitació de 3,7 metres es va construir del terra i cap per avall, i es va convertir en un repte per a la tripulació treballar-hi. En alguns casos, com ara les habitacions i els passadissos del transportador, es van utilitzar els mateixos decorats per a ambdues naus. Aquests anaven vestits de manera diferent, amb il·luminació, gràfics i pintura alternats. El procés de "canvi" de representar-se en una nau a una altra dins d'un conjunt trigava fins a una setmana.

#### Vestuari
Els teixits per als uniformes de la Flota Estel·lar que es veuen a la sèrie es van tenyir a mida a Suïssa; els vestits van ser tallats i muntats a Toronto per la dissenyadora de vestuari Gersha Phillips i el seu departament. Per als oficials en situacions de combat o missions perilloses, les versions de granota de l'uniforme principal es van combinar amb armilles blindades. També es va dissenyar per a la sèrie un vestit espacial de llarga distància de la Flota Estel·lar, que es va construir al Regne Unit a partir de seccions d'escuma d'alta densitat que després es van cobrir amb fibra de vidre. Phillips va dissenyar túniques vulcanianes tradicionals per a Sarek que pretenien reflectir la seva devoció a la lògica i a les "serioses activitats intel·lectuals". Els penjolls vulcanians que celebraven la "Diversitat Infinita en Combinacions Infinites" es van imprimir en 3D i es van pintar a mà. Per al vestit de Harry Mudd, principalment fet de cuir, Phillips es va inspirar en Adam Ant.

#### Klíngons
Fuller tenia "moltes, moltes ganes" de redissenyar els klíngons, que considerava que tenien dissenys inconsistents al llarg de la història de la franquícia. Volia retratar la raça com a "sexy, vital i diferent" en lloc de "els pinxos de l'univers", i va passar mesos treballant amb el dissenyador de pròtesis Neville Page i el dissenyador de producció Mark Worthington en el nou aspecte. Page era conscient que canviar l'aspecte dels klíngons seria controvertit amb els fans de Star Trek. La idea era donar una nova visió a la raça klíngon creant un "alt nivell de detall sofisticat, per a una raça que durant molt de temps havia estat percebuda com a brutal, uninominal i simplista".
Page va dissenyar primer un crani klíngon genèric i "realista", inspirat en la biologia real, i després va desenvolupar els diferents klíngons a partir d'aquesta base en un enfocament basat en l'evolució. El disseny del crani inclou espais per a "receptors extrasensorials" que van des de la part superior del cap fins a l'esquena, ja que Page volia mostrar que els klíngons eren depredadors àpex amb sentits aguditzats. Per no cobrir aquests receptors, els klíngons es representen calbs a la sèrie, una decisió de disseny que va ser ordenada per Fuller. Era important per als productors mostrar la diversitat dins dels klíngons, per la qual cosa la sèrie representa membres de pell clara i fosca de l'espècie, i presenta diferents dissenys de roba, armes i armadures per a cadascuna de les 24 cases klíngon. Glenn Hetrick, cofundador d'Alchemy Studios amb Page, va explicar que l'Imperi Klingon cobreix molts planetes més enllà del món natal de Qo'noS i, per tant, diferents subconjunts de l'espècie haurien evolucionat en aquests planetes diferents, cadascun amb diferents entorns i cultures.
Hetrick i Page van crear armadures i armes amb impressió 3D i motlles d'alumini fets a partir de motlles tallats a mà. Alguns accessoris, com ara els cascs, es van dissenyar per augmentar-los amb efectes visuals. Armes com les fulles cerimonials klíngon i els disruptors semblants a pistoles eren versions reimaginades d'accessoris anteriors de la franquícia, especialment Star Trek: La nova generació. El disseny general de les armes, els cascs i les armadures klíngon es va basar en les notes culturals creades per a l'espècie a la sèrie original, que incloïen influències de la cultura d’Orient Mitjà, la cultura mongola i la cultura bizantina. Diversos motius es repeteixen al llarg dels dissenys de les armes i armadures dels klíngon, incloent-hi els seus cranis i vèrtebres, imatges de klíngons "preparats per llançar-se a l'honor de la batalla" i imatges de klíngons sacrificant-se en la batalla. Aquest últim és similar a l'emblema de l'Imperi Klíngon.
Phillips i Suttirat Anne Larlarb van crear la roba que portava el klingon T'Kuvma i els seus seguidors, inspirada més en les "antiques maneres klíngon" que en els vestits vistos anteriorment a Star Trek. T'Kuvma porta una túnica creada amb tres tipus diferents de cuir i una placa pectoral feta amb perles impreses en 3D, decorada amb cristalls Swarovski. Els vestits per als seus seguidors es van crear amb peces de cuir tenyides, pintades, modelades i premsades a mà individualment. Cada vestit va trigar deu dissenyadors en 110 hores a completar-se. Es va utilitzar cuir de diferents colors per diferenciar homes i dones. Un conjunt d'armadures notable creat per a la temporada és l'armadura del Portador de la Torxa, que es porta en un ritual per unir les cases klíngon. Es va fer a partir de 100 peces impreses en 3D individualment. Quan va descriure per primera vegada l'armadura del portador de la torxa, Fuller es va referir als estils barroc i samurai. Kol, un membre de la casa de Kor que va aparèixer a la sèrie original, porta més cuir i un conjunt diferent d'armadura que s'assembla més a les que portaven anteriorment els klíngons a la franquícia. Es van gastar 3 milions de dòlars en un conjunt de naus "enorme" per a la casa de T'Kuvma, conegut com el "sarcòfag klíngon", que va ser dissenyat per semblar una catedral alienígena. L'exterior de la nau està cobert de taüts que van des de dies d'antiguitat fins a centenars d'anys. El conjunt feia 12 metres d'alçada, 30 metres de llargada i 15 metres d'amplada, i incloïa múltiples nivells, entresols i voladís. El conjunt també incloïa text i glifs klíngon inspirats en la novel·la The Final Reflection, que va ajudar a desenvolupar la cultura i la llengua klíngon. Altres detalls que es van extreure de la novel·la inclouen el joc d'estratègia Klin zha i les copes de vi de sang klíngon. Es va investigar com evolucionen les llengües escrites per representar amb precisió l'antiga forma de klíngon escrita a la nau. En lloc de pantalles físiques com les naus de la Flota Estel·lar, la nau sarcòfag utilitza pantalles hologràfiques creades amb efectes visuals.
El món natal klíngon de Qo'noS es visita al final de la temporada, tot i que la ciutat representada és un lloc avançat d'Orió. L'equip de producció va intentar reutilitzar els conjunts existents, ja que qualsevol conjunt nou potencialment no es reutilitzaria. La cambra del cementiri del conjunt de la nau sarcòfag es va convertir en un cabaret sexual d'Orió, amb altres conjunts que incloïen una tenda de begudes klíngon i parades de carrer. Els elements d'Orió es van inspirar en l'arquitectura índia, amb teixits del Marroc i altres països de l'"Extrem Orient", ja que aquestes van ser les inspiracions per als dissenys originals d'Orió en sèries anteriors de "Star Trek". Deverell va descriure els decorats com a "exuberants com un bordell del segle XIX. Ens van permetre tornar-nos bojos".

### Rodatge
El rodatge de la temporada va començar als Pinewood Toronto Studios el 24 de gener de 2017, amb directors de fotografia com ara Guillermo Navarro, treballant en el pilot, i Colin Hoult. Inicialment, s'havia previst que la construcció del decorat comencés al mes de juny de 2016, per a un període de rodatge d'aquell setembre cap al voltant del març de 2017, però aquell setembre no s'esperava que la producció comencés fins al novembre. Després que Fuller dimitís com a productor creador, s'esperava que la construcció del decorat s'acabés a finals de 2016, amb un rodatge que començaria "poc després". A mitjans de maig de 2017, el rodatge d'escenes ambientades en un planeta no identificat s'havia dut a terme a Jordània. Alguns dels sets de la sèrie van trigar més de sis setmanes a crear-se, i es van construir nous sets fins al final de la producció de la temporada. Alguns episodis de la temporada es van restringir a uns quants sets existents, convertint-los en episodis d'ampolla, tot i que Harberts va dir que la sèrie no faria res "tan ampolla com 'tothom està atrapat al menjador!'" Es va dur a terme rodatge addicional a Ontario, inclòs al Museu Aga Khan de Toronto, que substituïa l'Acadèmia de Ciències Vulcaniana, i al Hilton Falls i Àrea de Conservació de Kelso per al planeta forestal Pahvo. El rodatge de la temporada va concloure l'11 d'octubre de 2017.
Pel que fa a l'abast visual de la sèrie, Kurtzman va considerar que la sèrie havia de "justificar estar en un servei de cable premium". Els productors creadors es van inspirar especialment en Star Trek: La pel·lícula i el seu "abast més ampli", i Harberts va explicar que la primera temporada es va rodar amb una relació d’aspecte 2:1 que "simplement es presta a una manera molt lírica de narrar la història". Va afegir que alguns dels elements visuals de la sèrie estaven influenciats per les pel·lícules modernes de Star Trek de J. J. Abrams. Algunes d'aquestes influències, segons Goldsman, són "la capacitat de ser creatiu cinematogràficament... el discurs íntim, la narrativa humanística amb el llenç gegant que és Star Trek. Una càmera més cinètica, una manera d'existir més dinàmica". Els productors van treballar estretament amb el director de pilots David Semel per fer que la sèrie semblés el més cinematogràfica possible, incloent-hi la filmació del pont de les naus de la Flota Estel·lar de manera que "no es rodés en una mena de caixa de prosceni... per poder introduir la càmera en espais on, ja saps, es rodés de maneres interessants, que és una combinació de coreografiar una escena per motivar el moviment de la càmera, i també il·luminació". Els directors de fotografia volien emfatitzar la font del plató, amb il·luminació integrada allà on aparegués naturalment per ajudar a crear una sensació més realista i allunyar la sèrie de la sensació "d'escenari" de La sèrie original.
Robyn Stewart, experta en la llengua klíngon, i la lingüista Rea Nolan van treballar estretament amb els actors klíngon per assegurar-se que poguessin parlar i entendre les seves línies en l'idioma, fent que els actors practiquessin mentre s'aplicaven el maquillatge i les pròtesis, cosa que requeria tres hores cada dia. Primer assajaven les seves línies en anglès i treballaven per "habitar [les línies] emocionalment". Chieffo va sentir que "té sentit que quan parlem entre nosaltres parlem en la nostra llengua materna i realment afegim una fluïdesa i un matís", mentre que Mitchell va dir: "És una llengua increïblement complexa... sembla estranya. Com que és increïblement difícil i no parlo la llengua, es necessita molta memòria muscular per memoritzar cada síl·laba per separat una vegada i una altra". Per a una seqüència on L'Rell i Tyler es mostren tenint relacions sexuals, Chieffo va necessitar pròtesis de cos sencer que van trigar quatre hores a aplicar-se. Tot i que només es veuen durant uns 30 segons a l'episodi, Chieffo va tenir la ferma convicció que havia de filmar l'escena en lloc d'un doble de cos.

### Efectes visuals
La temporada té 5000 plans d'efectes visuals, que el supervisor d'efectes visuals Jason Zimmerman va dir que eren similars a un llargmetratge. Va dir que el departament buscava efectes "d'alta gamma", similars als que es veuen a les pel·lícules, i que el nombre d'efectes visuals a cada episodi sempre estava determinat per la història. Pixomondo era el principal proveïdor d'efectes visuals, amb Spin VFX i Crafty Apes també treballant a la sèrie. La presa que va passar per més iteracions durant la temporada va ser una simple composició de gràfics de pantalla d'ordinador en un monitor del plató, amb 146 iteracions diferents dels gràfics provats abans que es triés el disseny final.

### Música
El compositor Jeff Russo va escriure diversos temes per a la sèrie, a més del tema principal del títol, però no necessàriament per als diferents personatges de la sèrie com es faria sovint. En comptes d'això, Russo volia centrar-se en les emocions dels personatges per sobre dels moments de la història, per exemple, "Fins i tot quan dispares, encara sents, així que per què no tocar això en comptes de 'Oh, Déu meu, té una pistola'". Com la resta de departaments de la sèrie, l'objectiu de Russo era fer que la banda sonora fos el més cinematogràfica possible.
Per a l'Òpera Kasseeliana de la qual parla Stamets més endavant a la temporada, Russo no volia intentar fer una "òpera futurista", creient en canvi que "l'òpera és òpera" i que havia de tenir el mateix estil que el que s'escolta actualment. Per al setè episodi, s'utilitza música original de Wyclef Jean, que Russo compara amb la gent actual que escolta la música de Johann Sebastian Bach. La cantant Ayana Haviv va gravar àries per a l'òpera, i en un "moment d'inspiració" Russo li va demanar que cantés la secció vocal del tema original de Star Trek. Russo i Kurtzman van respondre positivament a la seva interpretació, i Russo va arranjar el tema perquè l'orquestra de 74 membres de la sèrie toqués sobre els crèdits finals del final de temporada després que apareixi l'USS Enterprise. Haviv va alterar la seva veu per a la gravació final per adaptar-la a l'estil original dels anys 60 del tema.
Un àlbum de la banda sonora per al primer capítol de la temporada va ser publicat digitalment el 15 de desembre de 2017 per Lakeshore Records. Un altre, per al segon capítol, va ser publicat digitalment el 6 d'abril de 2018. Les versions en CD d'ambdós àlbums estaven previstes per al llançament el 2018, juntament amb un llançament en vinil que combinava seleccions d'ambdós capítols i titulat "Intergalactic Starburst" Vinyl. Tota la música està composta per Jeff Russo:
| 1.            | «Main Title (Aired Version)» | 1:33  |
| 2.            | «We Come in Peace»           | 1:22  |
| 3.            | «First Officer's Log»        | 1:09  |
| 4.            | «I'll Go»                    | 7:59  |
| 5.            | «The Day is Saved»           | 3:10  |
| 6.            | «Torchbearer»                | 1:56  |
| 7.            | «Ptsd»                       | 2:36  |
| 8.            | «Persistence»                | 1:04  |
| 9.            | «Stranded»                   | 4:12  |
| 10.           | «What Did You Mean by That?» | 1:05  |
| 11.           | «I Can't Dance»              | 1:53  |
| 12.           | «Captain Mudd»               | 2:46  |
| 13.           | «Stella»                     | 2:05  |
| 14.           | «Facing Off»                 | 4:50  |
| 15.           | «Undetermined»               | 1:51  |
| 16.           | «Watch the Stars Fall»       | 1:59  |
| 17.           | «Weakened Shields»           | 4:20  |
| 18.           | «What's Happening?»          | 1:00  |
| 19.           | «Personal Log»               | 1:38  |
| 20.           | «The Charge of Mutiny»       | 2:08  |
| 21.           | «Main Title (Extended)»      | 2:10  |
| Durada total: | Durada total:                | 52:00 |

| 1.            | «Burnham Take Over»                                                | 1:31  |
| 2.            | «I Can't Rest Here»                                                | 1:22  |
| 3.            | «Dishonor Yourselves»                                              | 2:20  |
| 4.            | «Tell Me the Truth»                                                | 6:29  |
| 5.            | «The Rebels Haven't Completed Their Evacuation»                    | 1:50  |
| 6.            | «I'll Take It from Here»                                           | 2:09  |
| 7.            | «Kasseelian Opera»                                                 | 2:31  |
| 8.            | «The Lorca I Knew»                                                 | 2:38  |
| 9.            | «212 Days of Torture»                                              | 1:27  |
| 10.           | «Biotoxins»                                                        | 1:58  |
| 11.           | «Come in Discovery»                                                | 2:30  |
| 12.           | «Safe to Drop Out of Warp»                                         | 4:26  |
| 13.           | «Lorca is Finished»                                                | 2:26  |
| 14.           | «Coming Home»                                                      | 1:21  |
| 15.           | «Initiating»                                                       | 3:02  |
| 16.           | «Qo'nos Bar Source»                                                | 2:54  |
| 17.           | «Not a Lot of Humans Here»                                         | 1:57  |
| 18.           | «I'm No Good»                                                      | 2:36  |
| 19.           | «War is Over»                                                      | 4:48  |
| 20.           | «I've Never Been to Vulcan»                                        | 0:55  |
| 21.           | «Incoming Transmission»                                            | 1:12  |
| 22.           | «Theme from Star Trek (Discovery Episode 115 End Credits Version)» | 1:02  |
| Durada total: | Durada total:                                                      | 49:00 |

## Màrqueting
Amb l'anunci del títol de la sèrie el juliol de 2016, va aparèixer un vídeo promocional que donava un primer cop d'ull a l'USS Discovery. El vídeo no incloïa els dissenys finals, ja que els productors l'havien elaborat en tres setmanes per mostrar els conceptes de la sèrie als fans. El gener de 2017, es va publicar un vídeo de YouTube presentat per Alcatel, utilitzant tecnologia de 360° per mostrar models digitals de naus anteriors de Star Trek. El primer tràiler complet de la sèrie es va publicar el maig de 2017. Chris Harnick d’E! News va dir que el tràiler era preciós i cinematogràfic, i va afegir, per les aparicions tant de Sarek com dels klíngons, que "aquest és el Star Trek que coneixes i estimes". Aja Romano de Vox va qualificar els elements visuals del tràiler de "sumptuosos [i] moderns, però encara molt d'acord amb l'estètica de les sèries anteriors de Trek". Va assenyalar que la trama de la sèrie no es va transmetre al tràiler.
El juliol de 2017, Discovery va tenir una àmplia presència a la Comic-Con de San Diego, incloent-hi un panell amb Martin-Green, Isaacs, Jones, Latif, Wiseman, Rapp, Frain, Kurtzman, Berg, Kadin, Harberts i Goldsman, i moderat per Wilson. Es van projectar imatges de la sèrie al panell, i un nou tràiler es va publicar en línia poc després. La CBS també va crear una experiència artística immersiva a la Michael J. Wolf Fine Arts Gallery, amb la cadira del capità de l'USS Discovery i altres accessoris, vestuari i esbossos de la sèrie, així com pòsters d'edició limitada i una botiga que ven articles exclusius de la Comic-Con. Els Pedicabs inspirats en la sèrie oferien viatges gratuïts pel Districte de Gaslamp, mentre que un concurs "#TrekDiscovery Challenge" va permetre als fans fer-se fotos amb "ambaixadors de Trek disfressats autènticament", un representant cadascuna de les tripulacions de les cinc sèries anteriors de Star Trek, així com la cadira del capità a la galeria d'art, i publicar-les en línia amb l'etiqueta #TrekDiscovery per poder guanyar un stick de streaming Roku i una subscripció a CBS All Access. A la convenció, Gentle Giant Studios va revelar que havien obtingut la llicència per crear minibustos i estàtues basades en la sèrie, i que tenien previst centrar-se especialment en els klíngons de la sèrie. A principis d'agost, es va dedicar una tarda de quatre panells a l'esdeveniment Star Trek Las Vegas a la sèrie, amb productors, guionistes i actors que no hi eren presents. Comic-Con, dissenyadors de criatures i escriptors involucrats en llibres i còmics relacionats.
A principis de setembre, la promoció es feia arreu del món: Isaacs va participar al festival Blackpool Illuminations al Regne Unit; el repartiment i l'equip van promocionar la sèrie a la Fan Expo Canada; un fotomaton amb temàtica de l'USS Shenzhou, que feia fotos de fans com a klíngons, estava en funcionament a la fira d'electrònica de consum IFA a Berlín; i una campanya exterior de pòsters i cartells publicitaris estava en marxa, inclosa una gran cartell publicitari a la teulada d'un edifici de l'Aeroport LAX. La nit abans de l'estrena, una maqueta de l'USS Discovery va volar sobre el riu Hudson al costat oest de Manhattan. Creat per Remarkable Media, la plataforma esquelètica de 15 metres estava coberta de LED i suspesa d'un helicòpter Black Hawk. El 7 d'octubre es van celebrar debats sobre la sèrie tant al festival de televisió PaleyFest com a la New York Comic Con.

## Llançament

### Emissió i streaming
Star Trek: Discovery es va estrenar a l'ArcLight Hollywood el 19 de setembre de 2017. El primer episodi es va emetre en una "emissió prèvia" a la CBS als Estats Units el 24 de setembre, i es va posar a disposició gratuïtament a CBS All Access juntament amb el segon episodi (que requeria una subscripció a All Access). Els episodis posteriors de la primera emissió, que constituïen el primer capítol de la temporada, es van emetre setmanalment a All Access fins al 5 de novembre. El segon capítol es va emetre en streaming del 7 de gener a l'11 de febrer de 2018.
CBS Studios International va llicenciar la sèrie a Bell Media per a la seva emissió al Canadà, i a Netflix per a 188 països més. Al Canadà, l'estrena es va emetre el 24 de setembre de 2017 tant a la CTV Television Network com als canals especialitzats Space (anglès) i Z (francès) abans de ser retransmesa en streaming per CraveTV, i els episodis posteriors només es van emetre a Space i Z abans de ser retransmesos en streaming per CraveTV. Als altres països, Netflix va llançar cada episodi de la sèrie per a la seva reproducció en streaming dins de les 24 hores posteriors al seu debut als Estats Units. Aquest acord amb CBS també va fer que Bell i Netflix adquirissin totes les sèries anteriors de "Star Trek" per reproduir-les en streaming en la seva totalitat.
A l'agost de 2020, CBS va anunciar que emetria la primera temporada completa de "Discovery" a partir del 24 de setembre de 2020, juntament amb altres sèries antigues o adquirides, a causa de la manca de contingut televisiu disponible per a la cadena a causa de la pandèmia de la COVID-19. També al setembre, ViacomCBS va anunciar que CBS All Access s'ampliaria i canviaria el nom a Paramount+ el març de 2021. Els episodis existents de la temporada van romandre a Paramount+ juntament amb les futures temporades de la sèrie. El novembre de 2021, ViacomCBS va anunciar que havia recomprat els drets de streaming internacional de "Discovery" a Netflix amb efecte immediat. A l'agost de 2023, el contingut de "Star Trek" es va eliminar de Crave i la temporada va començar a emetre's en streaming a Paramount+ al Canadà. Continuaria emetent-se a CTV Sci-Fi i estaria disponible a CTV.ca i a l'aplicació CTV.

### Incompliment de les normes d'emissió
Després de revisar l'episodi "Choose Your Pain", Space va optar per emetre'l sense censura malgrat l'ús de la paraula "fuck" i les representacions de violència. El Canadian Broadcast Standards Council va rebre una queixa oficial sobre això, ja que el canal va emetre l'episodi abans de les 21:00, ja que les sèries destinades a un públic adult s'haurien de mostrar després d'aquesta hora segons el "Codi d'ètica i codi de violència" de la Canadian Association of Broadcasters. El denunciant, el consell i la mateixa Space van reconèixer que l'ús de la paraula era inesperat, donat el "historial de 51 anys de la franquícia de ser bastant neta pel que fa al seu contingut". El Consell va determinar que Space havia incomplert les regulacions en no censurar l'episodi ni programar-lo després de l’hora per adults, i va exigir al canal que emetés un anunci que ho declarés dues vegades durant la setmana següent al 19 d'abril de 2018. En aquell moment, Bell Media va acceptar la decisió i va acordar complir la sentència, però no va indicar cap intenció de canviar el seu enfocament per a la emissió de les futures temporades de la sèrie.

### Mitjans domèstics
La temporada es va estrenar en format DVD i Blu-Ray als Estats Units el 13 de novembre de 2018. El llançament incloïa dues hores de contingut extra, incloent-hi escenes eliminades i ampliades, i vídeos entre bastidors. El 2 de novembre de 2021 es va estrenar un conjunt de vídeos domèstics que recollia les tres primeres temporades de "Discovery", amb més de vuit hores de contingut especial, incloent-hi vídeos entre bastidors, escenes eliminades i ampliades, comentaris d'àudio i bromes.

## Recepció

### Indicacions i audiència
Segons Nielsen Media Research, l'emissió del primer episodi per part de la CBS va ser vista per una audiència "decent" de 9,5 milions d'espectadors. L'estrena de la sèrie va portar a un rècord de subscripcions per a All Access, i el servei va atribuir el seu dia, setmana i mes més grans d'inscripcions al debut de Star Trek: Discovery. Segons l'"especialista en anàlisi d'aplicacions" App Annie, l'estrena de la sèrie va fer que el nombre de descàrregues de l'aplicació mòbil All Access es dupliqués amb escreix. Després d'un període de prova de 7 dies per a nous subscriptors, els ingressos de l'aplicació per a la CBS es van duplicar l'1 d'octubre en comparació amb els ingressos mitjans dins de l'aplicació durant els 30 dies anteriors.

### Resposta de la crítica
El lloc web agregador de ressenyes Rotten Tomatoes va informar d'una taxa d'aprovació del 83% per a la primera temporada, amb una puntuació mitjana de 7,05/10 basada en 374 ressenyes. El consens crític del lloc web diu: "Tot i que es necessita un episodi per enlairar-se, Star Trek: Discovery ofereix una sòlida entrega de franquícia per a la propera generació, liderada amb valentia per la carismàtica Sonequa Martin-Green". La qualificació mitjana de cadascun dels episodis individuals de la temporada és del 89%. Metacritic, que utilitza una mitjana ponderada, va assignar una puntuació de 72 sobre 100 basada en les crítiques de 20 crítics, cosa que indica crítiques "generalment favorables".
Matt Zoller Seitz de Vulture va elogiar l'estrena de la sèrie, considerant que "es manté al costat de les encarnacions més ben considerades de la franquícia Trek... amb una llista gairebé completament nova de personatges... i els tria amb actors que no pots evitar que t’agradin". Escrivint per a Vox, Emily VanDerWerff va assenyalar que "el millor de Discovery és que Michael Burnham, interpretada meravellosament per Martin-Green, fa coses. Es fica en problemes. Trenca les normes. Viola el protocol de la Flota Estel·lar. Té emocions que l'apoderen, fins i tot quan sap que no haurien de fer-ho. En altres paraules, és molt humana". En general, va declarar que «Star Trek és millor quan és esperançadora, però l'esperança brilla més enmig de l'horror. En cert nivell, Discovery sap aquestes dues coses». Escrivint per a TVLine, Dave Nemetz va qualificar l'episodi d'estrena amb un B+, dient: «L'estrena, tensa com una bola, va oferir una bona història d'acció, efectes especials impressionants i diversos girs impressionants» que van valer la pena l'espera. Maureen Ryan de Variety, després de veure els dos primers episodis, va dir que la sèrie «encara no ha demostrat ser una successora digna de La nova generació o Deep Space Nine. Però hi ha motius per esperar que Discovery sigui una addició prometedora al cànon de Trek».
Chaim Gartenberg de The Verge va criticar l’enfocament de "pròleg extens", però va qualificar l'estrena en dues parts de "sorprenentment satisfactòria". Va elogiar Burnham com un "personatge molt més complet i humà que qualsevol dels capitans anteriors, amb un trauma greu d'un atac klíngon a la seva joventut que l'ha deixat predisposada a odiar la raça guerrera. I mentre que "Star Trek" ha sondejat bé els "dimonis del personatge principal" en el passat, sobretot amb Sisko a "Deep Space Nine", i Picard a les pel·lícules posteriors, pel que fa als Borg, Burnham sembla molt més convincent per no ser un ésser humà impecable en altres aspectes, com ho eren els seus predecessors protagonistes de la sèrie". Escrivint per a Entertainment Weekly, Darren Franich va donar a l'estrena en dues parts una nota de B, elogiant l'actuació de Martin-Green com a protagonista i el disseny de producció, a més de comentar l'"atractiu innegable" de la "introducció d'una nova nau, la revelació que estem veient el viatge final d'aquesta nau, la possibilitat final que el nostre nou heroi sigui un àngel caigut." No obstant això, va considerar que el tercer episodi de la sèriefeia retroactivament el pròleg de dos episodis "semblés encara més extens". Patrick Cooley de cleveland.com va criticar el diàleg i els personatges "esbojarrats i desconcertantment estúpids" dels dos primers episodis. Brian Lowry de CNN va anomenar els tres primers episodis "Star Trek Lite", criticant la tripulació del pont i la història, i descrivint la sèrie com una "addició poc espectacular" a la franquícia que va ser dissenyada principalment "per atraure nous subscriptors a CBS All Access".
Parlant de la temporada en conjunt, Seitz la va elogiar com la primera temporada més forta de qualsevol sèrie de Star Trek des de l'original i la va defensar contra les crítiques dels fans, creient que la majoria de les queixes sobre la sèrie es podien aplicar a totes les sèries de Star Trek o es referien a diferències intencionades respecte a les sèries anteriors que Seitz va veure com a "intents honorables" de modernitzar la franquícia "mentre mantenint tot el conjunt recognosciblement Trek". Seitz va elogiar especialment la narrativa més serialitzada, els efectes visuals, els personatges originals com Burnham i Saru, els personatges existents com Sarek de Frain i Harry Mudd de Wilson, i els temes de ciència contra guerra que la sèrie va explorar. Quant a aquest últim punt, Seitz va considerar que «Discovery» va millorar els esforços de les pel·lícules de «Star Trek» de J. J. Abrams. Parlant dels «èxits» i els «errors» de la temporada, Witney Seibold d'IGN va elogiar els personatges, els efectes i el disseny com a «èxits», però va criticar com a «errors» el to i la narrativa per ser massa carregats i tenir massa subtrames, respectivament. Gartenberg va criticar els guionistes per utilitzar en excés els tropes de la ciència-ficció, repetir elements de la trama, retratar de manera inconsistent les actituds dels personatges i ser poc subtils amb els valors de la Flota Estel·lar al final. Es va mostrar optimista per a les temporades següents, ja que creia que el final de la temporada deixava "tota la pissarra de la sèrie... neta per al que vingui després". A Mashable, Chris Taylor va sentir que les pròtesis dels klingons feien difícil veure les emocions dels actors, el desenvolupament dels personatges Tyler i Lorca s'havia malgastat, la resta dels personatges del pont no s'havien explorat prou i el final de la història de la guerra dels klíngons es va precipitar al final de temporada abans que la revelació d'"Enterprise" "ens deixés la peça més antiga, segura i recognoscible del servei de fans de "Trek" de la història".

### Resposta del públic
Matt Zoller Seitz va comentar que "Star Trek: Discovery" "va ser rebut inicialment amb una barreja de generositat i escepticisme" per part del públic i que aquest últim va predominar a mesura que el públic avançava en la primera temporada.

### Reconeixements
Netflix va classificar Star Trek: Discovery en quarta posició a la seva llista de sèries més vistes juntes per les famílies el 2017. Martin-Green va ser nomenada Intèrpret de la Setmana de TVLine per la seva actuació a "The Wolf Inside", en què Burnham és «somesa a un espremedor emocional amb una allau de girs impressionants, donant a Martin-Green l'oportunitat d'oferir la seva millor actuació de la temporada». El gener de 2019, Comic Book Resources va qualificar la primera temporada de Discovery com la novena millor temporada de totes les sèries de «Star Trek» fins ara, comparant els seus alts valors de producció amb un llargmetratge i qualificant Michael Burnham d'«el personatge més interessant que «Trek» ens ha proporcionat en generacions».
| Any  | Premi                                   | Categoria                                                                          | Destinatari                           | Resultat  | Ref.    |
| ---- | --------------------------------------- | ---------------------------------------------------------------------------------- | ------------------------------------- | --------- | ------- |
| 2018 | Premis del Costume Designers Guild      | Excel·lència en televisió de ciència-ficció/fantasia                               | Gersha Phillips                       | Nominat   | [ 139 ] |
| 2018 | Dragon Awards                           | Millor sèrie de televisió de ciència-ficció o fantasia                             | Star Trek: Discovery                  | Nominat   | [ 140 ] |
| 2018 | Empire Awards                           | Millor actor de televisió                                                          | Jason Isaacs                          | Guanyador | [ 141 ] |
| 2018 | Premi GLAAD Media                       | Sèrie dramàtica destacada                                                          | Star Trek: Discovery                  | Nominat   | [ 142 ] |
| 2018 | Premi Hugo                              | Millor presentació dramàtica                                                       | "Magic to Make the Sanest Man Go Mad" | Nominat   | [ 143 ] |
| 2018 | Premis ICG Publicists                   | Premi Maxwell Weinberg al Publicista i Espectacularitat Televisiva                 | Kristen Hall                          | Nominat   | [ 144 ] |
| 2018 | Premis Peabody                          | Entreteniment                                                                      | Star Trek: Discovery                  | Nominat   | [ 145 ] |
| 2018 | Premis Emmy d'Arts Creatives Primetime  | Millor maquillatge protètic per a una sèrie, sèrie limitada, pel·lícula o especial | "Will You Take My Hand?"              | Nominat   | [ 146 ] |
| 2018 | Premis Emmy d'Arts Creatives Primetime  | Millor edició de so per a una sèrie de comèdia o dramàtica (una hora)              | "What's Past Is Prologue"             | Nominat   | [ 146 ] |
| 2018 | Premis Saturn                           | Millor actor en una sèrie de televisió                                             | Jason Isaacs                          | Nominat   | [ 147 ] |
| 2018 | Premis Saturn                           | Millor actriu en una sèrie de televisió                                            | Sonequa Martin-Green                  | Guanyador | [ 147 ] |
| 2018 | Premis Saturn                           | Millor actor secundari en una sèrie de televisió                                   | Doug Jones                            | Nominat   | [ 147 ] |
| 2018 | Premis Saturn                           | Millor actuació com a estrella convidada en televisió                              | Michelle Yeoh                         | Nominat   | [ 147 ] |
| 2018 | Premis Saturn                           | Millor sèrie de televisió de nous mitjans                                          | Star Trek: Discovery                  | Guanyador | [ 147 ] |
| 2018 | Premis de la Societat d'Efectes Visuals | Efectes visuals destacats en un episodi fotoreal                                   | "The Vulcan Hello"                    | Nominat   | [ 148 ] |
| 2018 | Premis de la Societat d'Efectes Visuals | Composició fotoreal excepcional en un episodi                                      | Star Trek: Discovery                  | Nominat   | [ 148 ] |